# KVVY
Koordinaten: 37° 17′ 31″ N, 120° 26′ 3″ W
KVVY oder KVVY-AM war ein US-amerikanischer Hörfunksender mit einem Sport-Sendeformat aus Merced im US-Bundesstaat Kalifornien.
KVVY sendete von 2002 bis 2004 auf der Mittelwellen-Frequenz 1580 kHz, der Sender ist durch die FCC nicht mehr lizenziert. Eigentümer und Betreiber war die Mapleton Communications, LLC.